# Joseph Anderson
Pour les articles homonymes, voir Anderson.
Ne doit pas être confondu avec Joseph Anderson (officier).
Joseph Inslee Anderson (5 novembre 1757 – 17 avril 1837) est un juge et homme politique américain. Membre du Parti républicain-démocrate, il sert au Sénat des États-Unis en tant que représentant du Tennessee de 1797 à 1815. Il est enterré au cimetière du Congrès.